# Nueva Albión

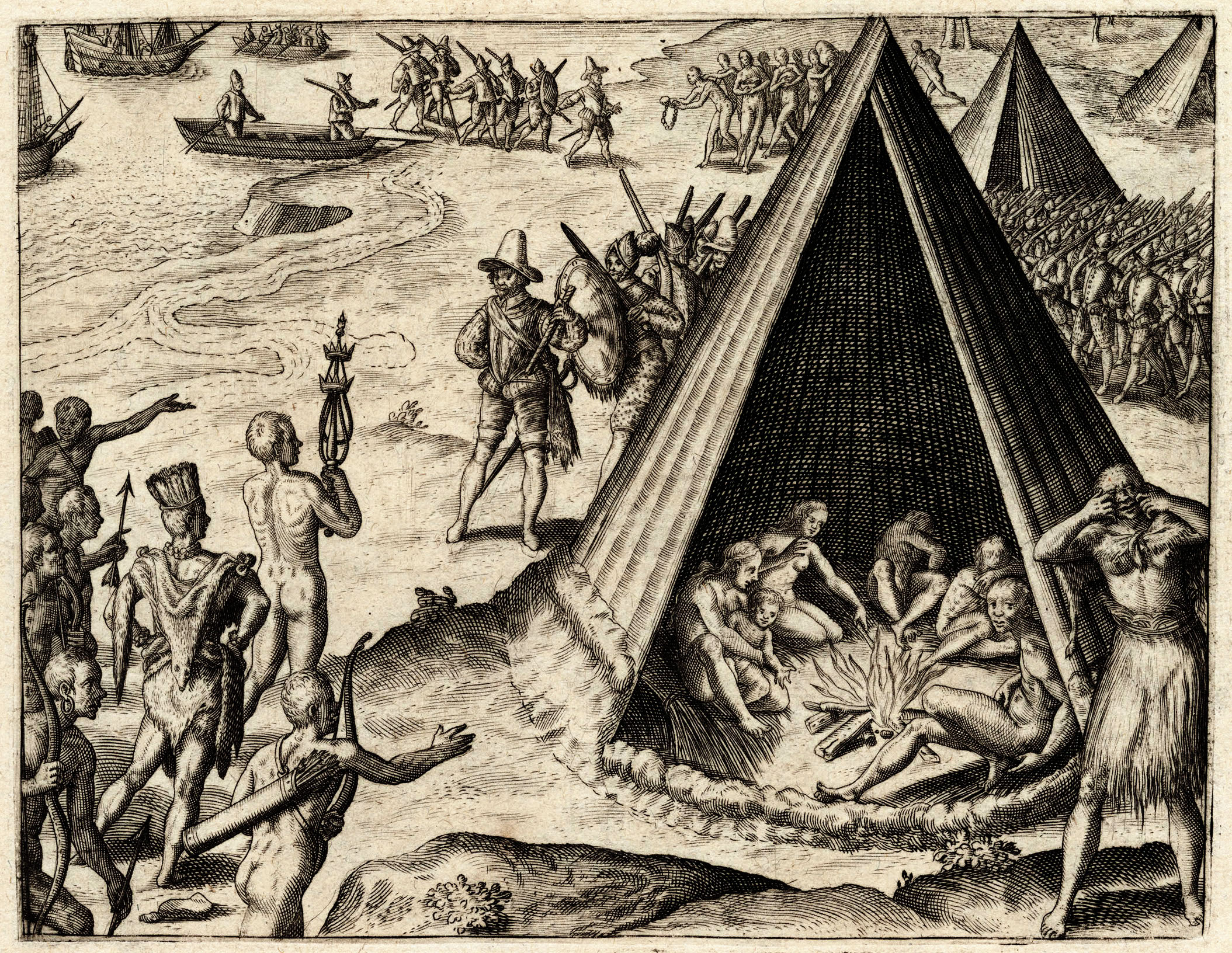
Desembarco de Drake en Nueva Albión, 1579. Grabado publicado por Theodor de Bry, 1590.

Nueva Albión (del inglés: New Albion), también conocida como Nova Albion, fue el nombre de la región de la costa del Pacífico de América del Norte explorada en 1579 por sir Francis Drake, y reclamada por él para Inglaterra. La extensión de Nueva Albión y el lugar de desembarco de Drake han sido largamente debatidos por los historiadores, y la mayoría cree que habría tocado tierra en algún lugar de la costa septentrional de California.
Albión, el blanco, es un nombre arcaico usado para la isla Gran Bretaña, un nombre que posiblemente surgiera a la vista de los acantilados blancos de Dover.

## Historia
Durante su viaje de circunnavegación del mundo (1577-1580) en el galeón Golden Hind, en el que se le ordenó destruir las flotillas españolas en el Nuevo Mundo y saquear sus asentamientos, Francis Drake desembarcó en la costa occidental de América del Norte y reclamó el área para la reina Isabel I de Inglaterra, como «Nueva Albión». Junto con las reclamaciones de Martin Frobisher en Groenlandia y la isla de Baffin y las propias reclamaciones de Drake en la punta de América del Sur, Nueva Albión fue una de las primeras reivindicaciones territoriales inglesas en el Nuevo Mundo. Sin embargo, a diferencia de la reivindicación que en 1583 hizo Humphrey Gilbert de la colonia de Terranova, la misma no fue acompañada por el establecimiento de ningún asentamiento. Las afirmaciones de que Drake habría dejado a algunos de sus hombres allí como embrión de una colonia, se basan únicamente en el reducido número de hombres que aún estaban con él en las Molucas.
La costa occidental de América del Norte había sido ya parcialmente explorada en 1542 por Juan Rodríguez Cabrillo, un marino portugués al servicio de los españoles, pero puesto que en ese momento Inglaterra estaba en conflicto con España, Drake decidió reclamar la región. Fuera el que fuese su lugar de desembarco, estaba bien al norte de la bahía de San Diego, donde Cabrillo había afirmado la soberanía de España, que desde la bula papal Inter caetera de 1493, consideraba suya toda la costa americana del Pacífico, pretensión reforzada en 1513 cuando Vasco Núñez de Balboa al descubrir el océano Pacífico reclamó formalmente para la Corona española todas las tierras que fueran bañadas por ese mar. Sin embargo, Inglaterra nunca reconoció la autoridad de la Inter caetera y la reclamación de Balboa cubría un área demasiado extensa y en su mayoría desconocida como para ser tenida en consideración.
A su regreso a Inglaterra el 4 de abril de 1581, Francis Drake fue nombrado caballero por el embajador de Francia en nombre de la reina Isabel por sus actos contra los españoles durante la travesía de circunnavegación. Sin embargo, con el fin de mantener la precaria paz con España, y para evitar que España amenazase otras reclamaciones de Inglaterra en el Nuevo Mundo, se confiscaron los registros de Drake, las cartas y otros escritos, y por orden de la reina, el descubrimiento y la reclamación de Nueva Albión, pasaron a ser considerados secreto de Estado. Drake y su tripulación juraron mantener silencio bajo pena de muerte. Solo años más tarde, después de la destrucción de la Armada española en 1588 (en la que Drake jugó un importante papel), la reina Isabel permitió que Richard Hakluyt publicase la narración oficial del viaje de Drake.[cita requerida]

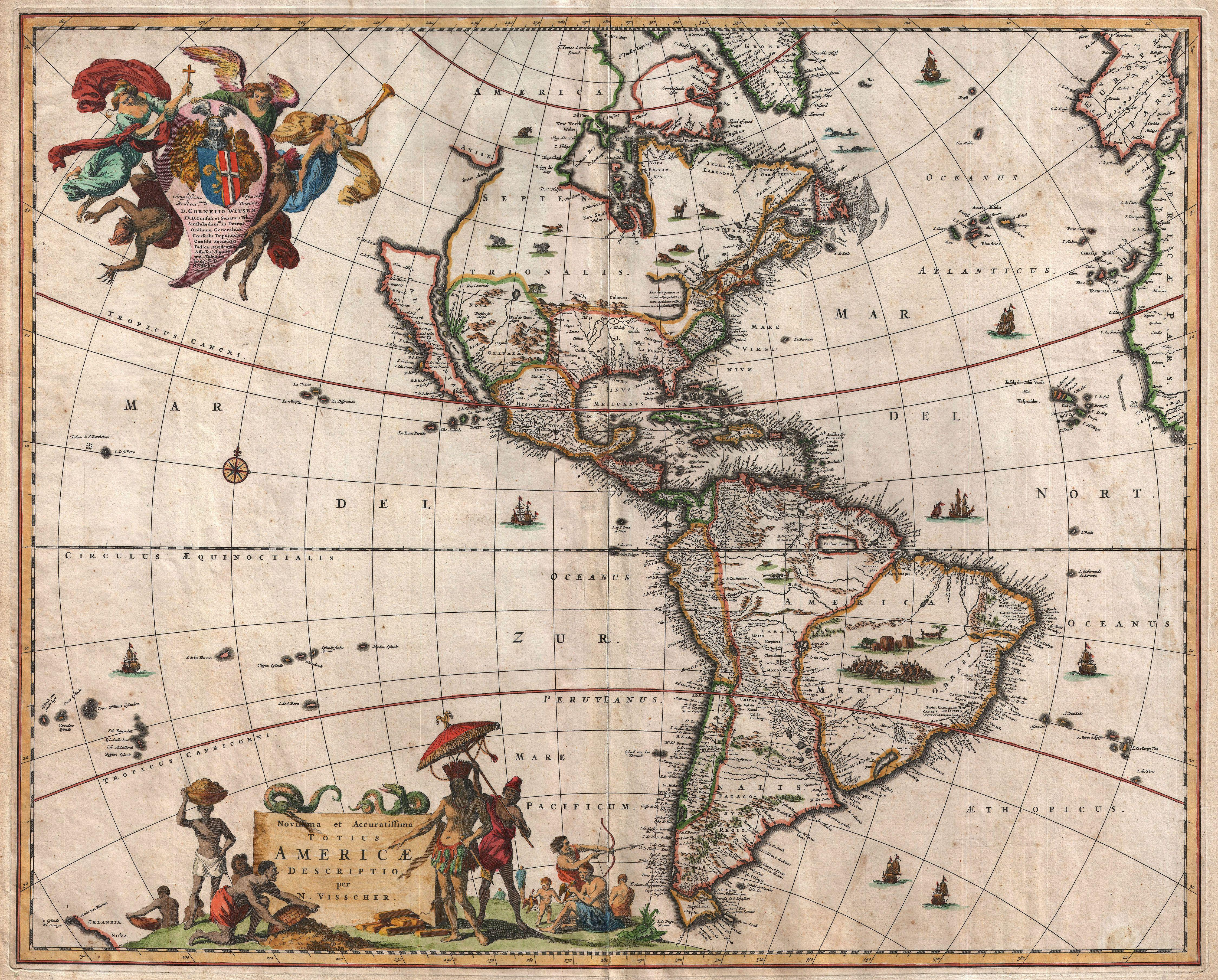
Este mapa de 1658, por Nicolaes Visscher I, es de Norteamérica y Sudamérica y muestra a Nueva Albión como una región en el norte de una isla identificada como "California".

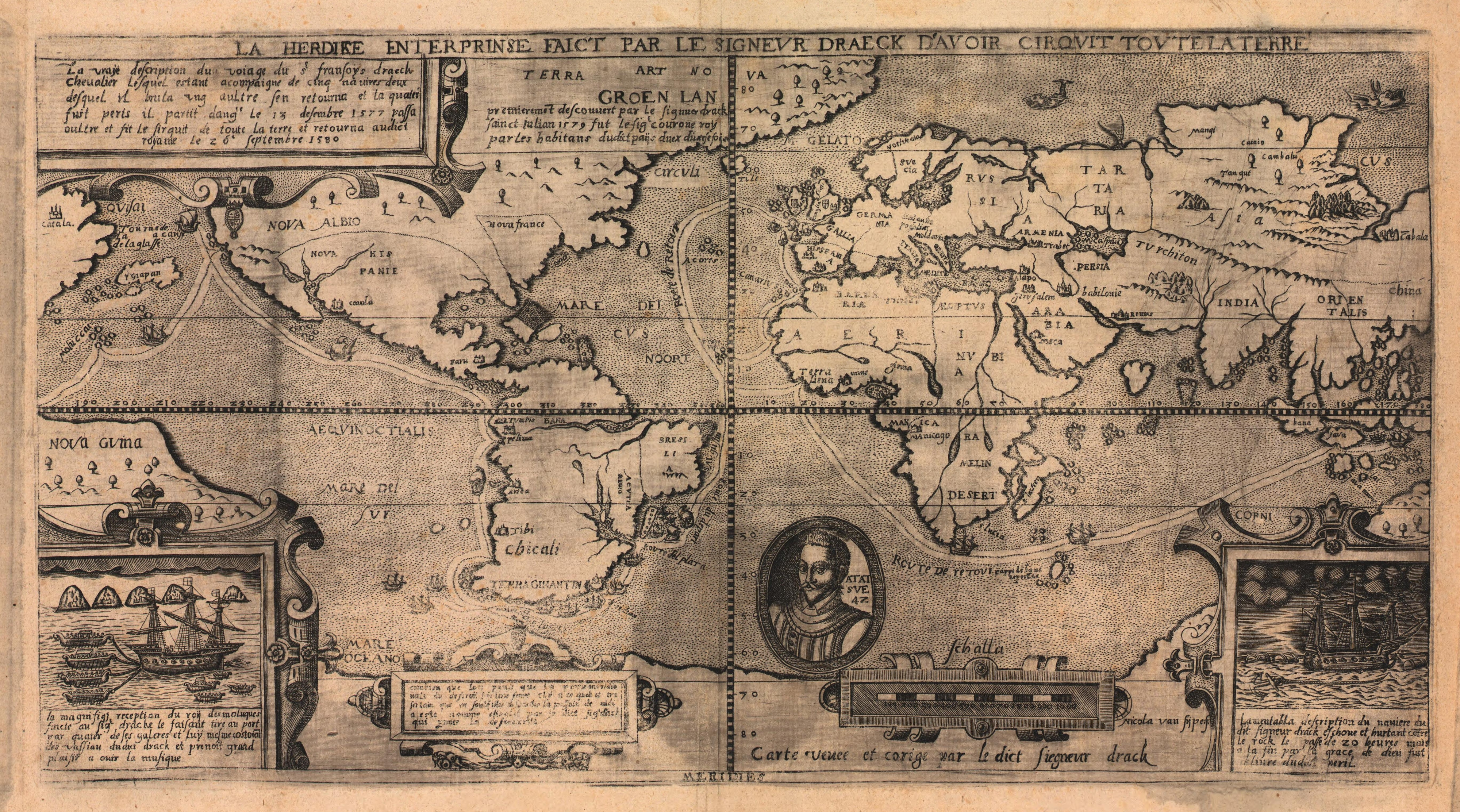
Este mapa, dibujado por Nikola van Sype, muestra a Nueva Albión como un área imprecisa en la parte occidental de América del Norte. Fue dibujado a principios de la década de 1580.

Sin embargo, Drake se sentía incómodo con las inexactitudes publicadas en los relatos de sus viajes, y en 1592, escribió a la reina Isabel en referencia a «una cierta verdad oculta, que pienso me es necesaria», y pidió que el relato fuese reescrito en consecuencia. La reina denegó su petición.[cita requerida] Otro relato del viaje, que se dijo estaba basado en las notas de su capellán, Francis Fletcher, y que incluía muchos detalles de Nueva Albión, fue publicado en 1628 por el sobrino y tocayo de Drake.
Después de la muerte de Isabel, comenzaron a aparecer en los mapas áreas de América del Norte, situados por encima de la Nueva España y de Nueva México, rótulos como Nova Albion, aunque diferían según los autores tanto en los límites como en las ubicaciones. Sin embargo, reclamando la tierra de Drake en la costa del Pacífico se convirtió en el fundamento jurídico para las cartas coloniales posteriores emitidas por los monarcas ingleses que pretendían conceder tierras de «mar a mar» (es decir, desde el Atlántico, donde se asentaron colonias inglesas, al Pacífico). Sin embargo, a pesar de estas afirmaciones, los ingleses no mantuvieron una presencia colonizadora ni exploraciones en la costa oeste de América del Norte hasta finales del siglo XVIII, cuando si hicieron reclamaciones los capitanes Cook y Vancouver y las asociadas Convenciones de Nutka. Poco después, se estableció el Distrito de la piel de Columbia de la Compañía de la Bahía de Hudson y se fijó su cuartel general en Fort Vancouver.[cita requerida]

## Localización del desembarco
A pesar del acuerdo universal entre historiadores sobre que Drake sí desembarcó en la costa oeste de América del Norte, la ubicación exacta del desembarco, y por tanto, de la región que él llamó New Albion, ha sido objeto de varias teorías. Aunque la narración oficial del viaje, de Richard Hakluyt, sitúa el anclaje a una latitud de 48ºN, hay dos relatos manuscritos conservados en la Biblioteca Británica que la colocan a 44°, una latitud que se encuentra en la costa del estado de Oregón. La única evidencia arqueológica del siglo XVI confirmada consiste en piezas de porcelana encontradas en bahía Drakes, al norte de San Francisco, a pesar de que todas esas piezas, que son fragmentos de color azul y blanco, pueden proceder del naufragio de Sebastián Rodríguez Cermeño de 1595. La única porcelana capturada por Drake fueron cuatro cajas de elegante porcelana blanca, que llevó de vuelta a Inglaterra con él.

### Sitio oficial reconocido – National Historic Landmark

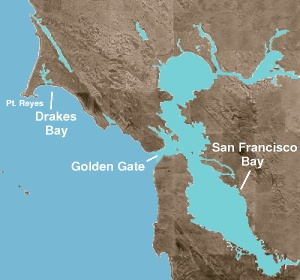
Mapa actual de bahía Drakes

El lugar de desembarco de Drake oficialmente reconocido por el Departamento del Interior de los Estados Unidos y otros organismos es la ensenada de Drake, en la homónima bahía Drakes. La bahía se encuentra en el condado de Marin, California, cerca de punta Reyes, justo al norte del Golden Gate (38°02′02″N 122°56′28″O / 38.034, -122.941). A partir del siglo XVII, los mapas identifican Drakes Bay como lugar de desembarco de Drake.[cita requerida] George Vancouver estudió el lugar de desembarco de Drake y concluyó que estaba en Drakes Bay.[cita requerida]

El profesor George Davidson, del Servicio Costero y Geodésico de los Estados Unidos, después de un cuidadoso estudio de la narrativa y de la costa identifica el puerto en el que entró Drake con la bahía Drakes, en Punta Reyes, a unas treinta millas (50 km) al norte de San Francisco. «Bahía Drakes —dice— es un puerto capital con vientos del noroeste, como los que Drake encontró. Es fácil de entrar, al abrigo de las tierras altas, y un barco puede anclar en tres brazas, cerca de tierra en buena celebración».
ProfessorGeorge Davidson, of the United States Coast and Geodetic Survey, after a careful study of the narrative and the coast identifies the harbour entered by Drake with Drake's Bay, under Point Reyes, about thirty miles (50 km) north of San Francisco. 'Drake's Bay,' he says, 'is a capital harbor in northwest winds, such as Drake encountered. It is easily entered, sheltered by high lands, and a vessel may anchor in three fathoms, close under the shore in good holding ground.'"

En 1947, Robert F. Heizer siguiendo el trabajo del profesor A. L. Kroeber y William W. Elemendorf analizó los informes etnográficos de la estancia de Drake en New Albion. Afirma que «Drake debe haber desembarcado en territorio ocupado por nativos de habla Costa Miwok». En su análisis completo, Heizer concluye, «en junio de 1579, entonces, Drake probablemente desembarcó en lo que hoy es conocido como la bahía Drakes».
Desde 1949, la teoría de que Drake desembarcó en la bahía Drakes ha sido defendida por el Drake Navigators Guild [Gremio de Navegantes de Drake] en California, y en particular, por su expresidente, el capitán Adolph S. Oko, Jr., su antiguo presidente honorario Chester W. Nimitz, y su otro largamente presidente Raymond Aker. Oko escribió: «Muchos otros hechos correlativos han sido.. encontrado cierto que el sitio de la cala de Drake como parte del total body of evidence. El peso de la evidencia establece realmente la ensenada de Drake como punto nodal de Nova Albion». Nimitz declaró que él «no tenía duda de que con el tiempo el público acabará reconociendo la importancia y el valor de este sitio largamente perdido (la cala de Drake en la bahía Drakes), y lo situará con otros Sitios Históricos Nacionales como Roanoke, Jamestown y Plymouth.
Aker ha hecho detallados estudios de reconstrucción del viaje de circunnavegación de Drake. Los defensores de esta teoría citan el hecho de que la versión oficial publicada sitúa la colonia en los 38ºN, a pesar de que las dos únicas narraciones manuscritas del viaje, no publicadas en la época de Drake, y por lo tanto no sometidas a la misma censura Real que la versión oficial, sitúan el anclaje en los 44ºN. Se ha sugerido a menudo que la geografía de Drake Cove, en la costa del condado de Marin, es similar a la cala descrita por Drake, incluyendo los acantilados blancos que se parecen a los de la costa sur de Inglaterra. La actual forma geográfica no es del todo conforme, dejando abierta la cuestión, incluso entre aquellos que apoyan la teoría del condado de Marin. Aker sostuvo que las críticas a las características geográficas de la cala eran infundadas, ya que la configuración de los bancos de arena en la cala cambia cíclicamente, con periodos de varias décadas. Predijo que una lengua de tierra que había desaparecido en 1956, y que se parece mucho a una del mapa Hondius, reaparecería y efectivamente se formó de nuevo en 2001.
Se han encontrado en las proximidades del sitio de cala de Drake cerca de un centenar de piezas de porcelana china del siglo XVI que «deben atribuirse bastante a la visita de la Golden Hind de Francis Drake de 1579».
El 17 de octubre de 2012, el Secretario del Interior reconoció el sitio de Drakes Bay como un nuevo National Historic Landmark (punto de interés histórico nacional), como la ubicación de los restos del naufragio del San Agustín (la nave de Cermeño) y de importantes sitios indios. La cita menciona un posible desembarco de Drake, pero no dice que este fue sin duda el lugar de anclaje de Drake.

### Otras teorías
Se han propuesto como probables emplazamientos del puerto de Drake más de veinte lugares. Davidson reconoció que había una gran confusión, principalmente entre historiadores de sillón, como Samuel Johnson y Jules Verne.

#### Punta San Quentin, bahía de San Francisco, California
Robert H. Power (1926–1991), copropietario de Nut Tree en Vacaville, California, promovió la idea de que la New Albion de Drake estaba dentro de la bahía de San Francisco, cerca de la Punta San Quentin (Point San Quentin, 37°56′22″N 122°29′12″O / 37.939400, -122.486700). Su principal argumento es que el mapa de Hondius corresponde muy bien con una parte de la topografía cuando las partes se ajustan mediante una corrección 2:1. Tiene como problemas la dificultad de los marinos en encontrar la bahía de San Francisco desde el océano (que fue descubierta por primera vez por tierra y cuando los primeros intentos desde el mar, que siguieron a continuación, fracasaron en la búsqueda), el tiempo brumoso continuo, la multitud de otros buenos puertos, y los peligros extremos de entrar en una bahía de forma desconocida.

#### Whale Cove, Oregón
En 1978, el historiador aficionado británico Bob Ward, después de hacer un estudio exhaustivo de los documentos asociados con el viaje de Drake, sugirió que en realidad desembarcó mucho más al norte, en la ensenada de la ballena Whale Cove, en el actual Oregón. (44°47′20″N 124°04′14″O / 44.788944, -124.070689) Ward ha demostrado que la narración de Hakluyt fue falsificada deliberadamente en al menos cinco lugares, y probablemente en otros seis o siete, con el fin de mantener en secreto de su eterno rival, España, la búsqueda de Drake del Paso del Noroeste. Aunque la versión oficial del viaje de Drake da la ubicación del anclaje en los 38ºN, los dos únicos relatos manuscritos del viaje, conservados en la Biblioteca Británica, dicen que fue en los 44ºN, que se encuentra en el tramo central de la costa de Oregón. Ward sugiere que Drake pensó erróneamente que había descubierto el Paso del Noroeste, cuando encontró, y se adentró, en el estrecho de Juan de Fuca, que separa la isla de Vancouver (Columbia Británica) de la continental península Olímpica, en el estado de Washington.
Hay una serie de pistas cartográficas que sugieren que Drake puede haber establecido la insularidad de la isla de Vancouver, y que también puede haber explorado las costas de la Columbia Británica y de Alaska hasta los 56ºN en busca del legendaria Pasaje. Aunque Whale Cove es pequeña, coincide muy bien con el boceto del anclaje de Drake en el recuadro del mapa de Hondius, y también coincide con las profundidades mostradas en la representación de Robert Dudley, y es quizás la primera entrada, en la costa al sur del estrecho de Juan de Fuca que ofrece suficiente profundidad para haber acomodado la nave de Drake, un puerto de verano resguardado que cuenta además con una playa adecuada en la que carenar la Golden Hind.

#### Isla Vancouver, Columbia Británica
En 2003, el canadiense R. Samuel Bawlf sugirió que la New Albion de Drake era la isla de Vancouver y que Drake erigió un puesto conteniendo tal declaración en lo que hoy es Comox (Columbia Británica), Columbia Británica, ubicada en la isla de Vancouver.49°40′N 124°57′O / 49.66, -124.95 Bawlf apoya la idea de que Drake completó la "Neahkahnie Mountain Survey."
Bawlf cree que Drake carenó la Golden Hind en Whale Cove, Oregón. Bawlf apunta una serie de elementos de prueba en apoyo de su opinión de que el acta oficial publicada del viaje de Drake fue alterada deliberadamente para suprimir el verdadero alcance de sus descubrimientos. Bawlf también depende en gran medida de la configuración de la línea de costa como se muestra en algunos de los mapas y globos de la época, incluyendo los llamados Mapas de Drake francés y holandés, que describen su viaje después de haber llegado a un punto al norte de una cadena de islas al noroeste de la Nueva España y otros mapas que representan New Albion en latitudes superiores a las del norte de California, como el mapa del Nuevo Mundo de Richard Hakluyt de 1587 que muestra Nova Albion a 50ºN. Bawlf también subraya el hecho de que en una versión inicial de su globo de 1592  Emery Molyneux representó la línea costera de Norteamérica que está detrás de la isla de Vancouver con notable precisión, a pesar de que las propias islas, no aparecen representadas en los mapas de Drake francés y holandés. Este aspecto fue advertido por primera vez por Bob Ward, cuando examinó los globos en 1985.
Ward sostiene que Bawlf ha plagiado ampliamente su propia investigación original, y que donde Bawlf se ha aventurado por su cuenta, sus ideas tienen muchos errores. Por ejemplo, Bawlf sugiere que unos treinta topónimos de los mapas de Hondius y de Ortelius derivan del viaje de Drake cuando, de hecho, fueron nombrados por Juan Cabrillo en 1541-42 o por anteriores exploradores españoles. Ward dice que no hay absolutamente ninguna base para la propuesta de que el anclaje de Drake fuese Comox.
Las afirmaciones de Bawlf sobre "análisis espectral" y cuatro islas coincidentes han sido disputadas por Derek Hayes. Oliver Seeler cuestiona las conclusiones de Bawlf, como también lo hace Eric Powell.

El trabajo de Bawlf también ha sido criticado por Edward Von der Porten, presidente del Gremio de Navegantes de Drake. Von der Porten calcula que la teoría de Bawlf requería que la Golden Hinde tendría que haber viajado «una media de 5,95 nudos... en una nave capaz de menos de un nudo en esas condiciones». Además, Bawlf falla al identificar los blancos acantilados, las islas de St. James o la costa del Pueblo Miwok. Von der Porten afirma que Bawlf «no tiene ninguna prueba, ni para la conspiración ni para la 'regla de los diez grados».

## Otras evidencias

### Narración de Richard Hakluyt del desembarco de Drake
Se recoge a continuación un extracto de la narración de Richard Hakluyt:

Our necessary business being ended, our General with his company travelled up into the country to their villages, where we found herds of deer by a thousand in a company, being most large, and fat of body. We found the whole country to be a warren of a strange kind of coneys; their bodies in bigness as be the Barbary coneys, their heads as the heads of ours, the feet of a want [mole], and the tail of a rat, being of great length. Under her chin is on either side a bag, into the which she gathereth her meat, when she hath filled her belly abroad. The people eat their bodies, and make great account of their skins, for their king's coat was made of them. Our General called this country Nova Albion, and that for two causes; the one in respect of the white banks and cliffs, which lie towards the sea, and the other, because it might have some affinity with our country in name, which sometime was so called. There is no part of earth here to be taken up, wherein there is not some probable show of gold or silver.

At our departure hence our General set up a monument of our being there, as also of her Majesty's right and title to the same; namely a plate, nailed upon a fair great post, whereupon was engraved her Majesty's name, the day and year of our arrival there, with the free giving up of the province and people into her Majesty's hands, together with her Highness' picture and arms, in a piece of six pence of current English money, under the plate, whereunder was also written the name of our General.

It seemeth that the Spaniards hitherto had never been in this part of the country, neither did ever discover the land by many degrees to the southwards of this place.

### Hallazgos ancilares

#### Placa de bronce
Durante casi cuatro décadas después de que la conocida como "Drake's Plate of Brass" atrajera la atención del público en 1936, se creía que se había encontrado la "placa" que describe Pretty. La llamada "Placa de Drake" finalmente se reveló como una broma hecha entre historiadores locales que se salió de control y se convirtió en un engaño público en toda regla.

#### Seis peniques de plata
Próxima a bahía Drakes se encuentra el sitio de la aldea Olompali de la Costa Miwok (históricamente escrito como "Olompolli"). Según el sitio web del Parque Olompali, en una excavación arqueológica de una aldea fue descubierta una moneda de plata isabelina perforada (véase el relato del desembarco de Drake, por debajo, de Francis Pretty) que lleva la fecha de 1567 —el artefacto más antiguo que lleva una fecha del calendario que se ha encontrado en California—. Si bien esto podría indicar que los residentes en Olompali pudieron tener contacto con sir Francis Drake, o con personas que habían negociado con el explorador inglés, es un objeto portátil que no establece ninguna asociación con Drake. La moneda de seis peniques se encuentra ahora en la colección de la Biblioteca Bancroft de la Universidad de California en Berkeley, California.

#### LaCopa de Drake
La llamada "copa de Drake" (“Drake’s Cup”) es un mortero de bronce con una fecha inscrita, 1570. El mortero estuvo colgado en una iglesia del condado de Marin, California, durante muchos años y fue llamado "Copa de Drake" durante décadas. A principios de la década de 1970, el mortero fue examinado en detalle por el Drake Navigators Guild. Aunque el mortero es un elemento europeo auténtico del siglo XVI del tipo usado por los navegantes de la época, no se puede establecer su procedencia asociándolo con la visita de Drake a California.

## Legado
La comunidad de Albion, en la Columbia Británica —que ahora forma parte del distrito de Maple Ridge y que llega justo hasta el otro lado del río desde Fort Langley— fue nombrada así para celebrar la idea de que Drake hubiese explorado tan al norte y que la Columbia Británica fue, como los colonos británicos hubieran deseado creer o confirmar, la zona de la Nova Albion.